# ジョン・W・デフォー
ジョン・ウェスレー・デフォー (John Wesley Dafoe、1866年3月8日 - 1944年1月10日)は、カナダのジャーナリストである。『マニトバ・フリー・プレス』(のちには『ウィニペグ・フリー・プレス』)の編集長を30年以上務め、カナダの歴史においてもっとも影響力のあるジャーナリストのひとりとなった。

## 生涯

### 生い立ち
デフォーは、1866年にオタワ渓谷のコンバーミアに生まれた。父親は開墾するためにこの地に移ってきたが、ほどなくして農地に不向きであることを知り、木材の切り出しと農業で生計をたてるようになった。デフォー家はメソジストで、保守的な考えの家風であったが、彼本人は違っていた。彼は農業よりも勉強に関心があり、母親もそれを応援した。13歳になるとオンタリオ州アーンプライアーの学校に入り、2年後にはバーク・レイクの学校で教えるようになった。ここで彼はリチャード・コブデンやジョン・ブライトらの自由主義的な思想に触れている。

### 駆け出し時代
1883年、デフォーは『モントリオール・スター』紙の新聞記者になり、84年にはオタワの議会担当になった。いまだ10代のデフォーはここでジャーナリストの修業をし、ウィルフリッド・ローリエら政界の人士らとの面識をえた。1885年には『オタワ・イブニング・ジャーナル』紙の編集長になったが、6か月後には『マニトバ・フリー・プレス』紙の記者になるためにウィニペグへ転居している。ここが気に入ったデフォーはコンバーミアにいた家族を呼び寄せ、農業をするようになった。デフォーはこの地でカナダが直面しているいろいろな問題を意識するようになる。鉄道をもっと南や西に敷設するための主張や、マニトバ学制問題などである。1890年、オタワ時代に知り合ったアリス・パーマリーと結婚し、のちに7人のこどもをもうけている。1892年には『モントリオール・ヘラルド』の編集長に転職したが、これが倒産したため、週刊新聞の『ファミリー・ヘラルド』紙に移り、部数を倍増させる敏腕を発揮している。

### 『フリー・プレス』編集長
1901年、連邦政府の内相もつとめたクリフォード・シフトンに請われてデフォーは、『マニトバ・フリー・プレス』の編集長になっている。シフトンが求めたのは、カナダ西部を愛し、自由党において西部の利害を代弁してくれるようなジャーナリストであった。デフォーはカナダが憲法上イギリスに存していることを批判し、アメリカに有利なアラスカ国境交渉の結果を指弾した。デフォーの新聞はまたマニトバ州のロドムンド・ロブリン首相とことあるごとに対立し、その保守党政権によっていくどとなく告訴されている。
けれども、1914年に第一次世界大戦が始まるとデフォーは自由党と保守党との連合政権の必要を主張するようになった。2人の息子が出征していたデフォーは、新聞紙上でもまたロビー活動でも徴兵制と超党派内閣を精力的に推進している。自由党代表のローリエ前首相は戦争自体には賛成していたが、ケベック州に配慮して徴兵制に反対していた。この結果、シフトンやデフォー、英語話者の自由党員らはローリエと袂を分かち、保守党のロバート・ボーデン首相と連合政府を結成する道を選んだ。デフォーは1917年12月の連邦選挙で連合政府派を応援し、その勝利に一役買った。戦争が終わるとデフォーはパリ講和会議に報道官として参加し、カナダの国際的な地位と責任について広報した。

### 戦間期の社会活動
1919年に第一世界次大戦が終わると、デフォーは活動の幅をさらに広げた。デフォーはカナダが国際連盟に独自の代表権を得たことを歓迎し、1925年と30年の帝国記者会議(現在のCPUメディア・トラスト)ではコモンウェルス内部におけるドミニオンの地位向上を訴えた。1928年にはカナダ国際問題研究所の創設者のひとりとなり、また36年と39年の太平洋問題調査会の国際会議にも出席している。1929年にシフトンが亡くなると、『フリー・プレス』の経営にもたずさわるようになった（『ウィニペグ・フリー・プレス』へ紙名を変更したのは31年のことである）。1937年にはローウェル=シロワ委員会に参加し、世界恐慌の衝撃から立ち直れずにいるカナダの連邦制と経済のあり方について提言している。

### 晩年
ドイツ国でアドルフ・ヒトラーが台頭すると、デフォーはくりかえし世界の危機に警鐘を鳴らしていた。1939年に第二次世界大戦が勃発すると、前回とは違ってデフォーは亡くなるまでずっとカナダの参戦に反対した。彼にとってこの戦争はひとの命を無駄死にさせているように思われた。1944年、デフォーは『フリー・プレス』に捧げたその生涯を77歳で閉じた。

## 著作
- Wilfrid Laurier|Laurier: A Study in Canadian Politics (1922)
- Canada: An American Nation (1935)